# Communauté de communes Bretagne Romantique
Die Communauté de communes Bretagne Romantique ist ein französischer Gemeindeverband mit der Rechtsform einer Communauté de communes im Département Ille-et-Vilaine in der Region Bretagne. Er wurde am 6. Dezember 1995 gegründet und umfasst 25 Gemeinden (Stand: 1. Januar 2019). Der Sitz der Verwaltung befindet sich in La Chapelle-aux-Filtzméens.

## Historische Entwicklung
Mit Wirkung vom 1. Januar 2019 gingen die ehemaligen Gemeinden Saint-Pierre-de-Plesguen, Lanhélin und Tressé in die Commune nouvelle Mesnil-Roc’h auf. Dadurch verringerte sich die Anzahl der Mitgliedsgemeinden auf 25.

## Mitgliedsgemeinden
| Gemeinde                                   | Einwohner 1. Januar 2022 | Fläche km² | Dichte Einw./km² | Code INSEE | Postleitzahl |
| ------------------------------------------ | ------------------------ | ---------- | ---------------- | ---------- | ------------ |
| Bonnemain                                  | 1.533                    | 23,77      | 64               | 35029      | 35270        |
| Cardroc                                    | 598                      | 7,39       | 81               | 35050      | 35190        |
| Combourg                                   | 6.324                    | 63,55      | 100              | 35085      | 35270        |
| Cuguen                                     | 830                      | 23,54      | 35               | 35092      | 35270        |
| Dingé                                      | 1.690                    | 52,89      | 32               | 35094      | 35440        |
| Hédé-Bazouges                              | 2.273                    | 14,52      | 157              | 35130      | 35630        |
| La Baussaine                               | 675                      | 9,63       | 70               | 35017      | 35190        |
| La Chapelle-aux-Filtzméens                 | 825                      | 6,36       | 130              | 35056      | 35190        |
| Lanrigan                                   | 144                      | 3,98       | 36               | 35148      | 35270        |
| Les Iffs                                   | 274                      | 4,52       | 61               | 35134      | 35630        |
| Longaulnay                                 | 598                      | 7,52       | 80               | 35156      | 35190        |
| Lourmais                                   | 335                      | 7,22       | 46               | 35159      | 35270        |
| Meillac                                    | 1.975                    | 32,21      | 61               | 35172      | 35270        |
| Mesnil-Roc’h                               | 4.457                    | 41,16      | 108              | 35308      | 35720        |
| Plesder                                    | 778                      | 11,03      | 71               | 35225      | 35720        |
| Pleugueneuc                                | 2.063                    | 24,52      | 84               | 35226      | 35720        |
| Québriac                                   | 1.590                    | 20,72      | 77               | 35233      | 35190        |
| Saint-Brieuc-des-Iffs                      | 323                      | 8,29       | 39               | 35258      | 35630        |
| Saint-Domineuc                             | 2.587                    | 15,70      | 165              | 35265      | 35190        |
| Saint-Léger-des-Prés                       | 295                      | 5,54       | 53               | 35286      | 35270        |
| Saint-Thual                                | 999                      | 11,40      | 88               | 35318      | 35190        |
| Tinténiac                                  | 3.877                    | 23,40      | 166              | 35337      | 35190        |
| Trémeheuc                                  | 349                      | 6,05       | 58               | 35342      | 35270        |
| Trévérien                                  | 918                      | 12,08      | 76               | 35345      | 35190        |
| Trimer                                     | 205                      | 3,56       | 58               | 35346      | 35190        |
| Communauté de communes Bretagne Romantique | 36.515                   | 440,55     | 83               | –          | –            |

## Quelle
1. ↑  www.collectivites-locales.gouv.fr
2. ↑  CC Bretagne Romantique (SIREN: 243 500 733) in der Base nationale sur l’intercommunalité (BANATIC) des französischen Innenministeriums (französisch)